# Hittrich Ödön
Hittrich Ödön (Komárom–Újszőny, 1865. március 9. – Budapest, 1950. január 24.) filozófiai doktor, evangélikus főgimnáziumi tanár, ókortudós.

## Élete
Középiskoláit szülővárosában és Pozsonyban, egyetemi tanulmányait pedig Budapesten végezte. 1888-tól 1891-ig a hajdúböszörményi református gimnáziumnál volt helyettes tanár; 1891-ben a selmecbányai evangélikus kerületi líceumhoz nevezték ki rendes tanárnak, ahonnét 1893-ban a budapesti evangélikus főgimnáziumhoz választották meg. 1914-től 1928-ig, nyugalomba vonulásáig, igazgatója. 1922-ben tankerületi főigazgatói címet kapott. A latin nyelv módszeres tanításában kiváló eredményeket ért el.

## Művei

### Folyóiratcikkek
Cikkei az Egyetemes Philológiai Közlönyben (1888. Leo Magister Anakreontikájához, 1889. Az Anakreoni dalokhoz. Pótkötet: Középkori görög keresztény anakreontikusok. 1891. Kyrenei Synesius hymnusai, 1894. Adnotationes in Luciani Peregrinum); programm-értekezése a selmeczbányai ág. ev. lyceum Értesítőjében (1892. Lukianos két dialogusa, ism. Egy. Philol. Közlöny 1893.); a budapesti ág. ev. főgymnasium Értesítőjében (1894. Megjegyzések Lucianushoz.) jelentek meg. Szócikkeket írt az Ókori lexikonba.

### Önállóan megjelent művei
- C. Sallustii Crispi Bellum Jugurthinum. Sallustius életrajzával és jegyzetekkel ellátta. Budapest, 1896. (Térképpel. Jeles Írók Iskolai Tára. Ism. Egyet. Philol. Közlöny.)
- Epidauros, Budapest, 1911.
- Görög régiségek, Budapest, 1912.
- Palaestra Latina, Budapest, 1920.
- A Budapesti Ág. Hitv. Főgimnázium első száz esztendejének története, Budapest, 1923.
- Látásbeli vízuális módszertani problémák, Budapest, 1939.